# 米夏埃尔·容
米夏埃尔·容（德語：Michael Jung，1982年7月31日—），德国男子马术运动员。他曾代表德国参加2012年、2016年和2020年夏季奥林匹克运动会马术比赛，获得三枚金牌和一枚银牌。